# 32724 Woerlitz
32724 Woerlitz este o planetă minoră (asteroid), cu un diametru de 10,659 km, din centura de asteroizi. A fost descoperită pe 16 octombrie 1977 la Observatorul Palomar de Cornelis Johannes van Houten. 
Obiectul prezintă o orbită caracterizată de o semiaxă mare de 3,9468393 UAi, o excentricitate de 0,14, o înclinație de 9,90728 ° în raport cu ecliptica.